# Hrabstwo Long

Piramida wieku hrabstwa

Hrabstwo Long – hrabstwo w USA, w stanie Georgia. Jego siedzibą administracyjną jest jedyne miasteczko – Ludowici.

## Sąsiednie hrabstwa
- Hrabstwo Liberty (północny wschód)
- Hrabstwo McIntosh (południowy wschód)
- Hrabstwo Wayne (południowy zachód)
- Hrabstwo Tattnall (północny zachód)

## Demografia
Według spisu z 2020 roku liczy 16,2 tys. mieszkańców, co oznacza wzrost o 11,8% w porównaniu z poprzednim spisem z roku 2010. Według danych pięcioletnich z 2021 roku 64,1% to biali (54,4% nie licząc Latynosów), 28,7% czarnoskórzy lub Afroamerykanie, 4,6% miało rasę mieszaną, 1,2% Azjaci, 0,9% rdzenna ludność Ameryki i 0,5% osoby pochodzące z wysp Pacyfiku. Latynosi stanowili 12,7% populacji hrabstwa.

## Polityka
Hrabstwo jest przeważająco republikańskie, gdzie w wyborach prezydenckich w 2020 roku, 62,3% głosów otrzymał Donald Trump i 36% przypadło dla Joe Bidena. 